# Eufemism
Eufemismul (greacă euphemos = „vorbă bună”, „de bun augur”) este o modalitate de a face referire la un lucru neplăcut, stânjenitor sau care ar putea leza, prin înlocuirea termenului literal cu un altul, mai puțin ofensator, indirect sau chiar o metaforă. Pe scurt, constă în folosirea unor termeni neutri în locul unora realiști sau neplăcuți.
Eufemismul își face apariția foarte devreme în limbă: termenul indo-european angwis („șarpe”) este înlocuit treptat cu serpens („târâtoare”) în latină, iar „arktos” („urs”, termen indo-european) este înlocuit cu medved („mâncătorul de miere”) în proto-slavă. De asemenea, termenul indo-european pentru „stâng” a fost înlocuit extrem de des, din cauza asocierii cu nenorocul.
Exemple de eufemisme în limba română:
- „și-a pierdut viața” pentru „a murit”;
- „întrerupere de sarcină” în loc de „avort”.
- ,,dezavantajat din punct de vedere cultural" în loc de ,,prost"

Opusul eufemismului este disfemismul, care constă în înlocuirea unui termen neutru printr-un termen jignitor: „Garcea” în loc de „polițist”, „bozgor” în loc de „maghiar” etc.